# Beta Ursae Majoris
Beta Ursae Majoris (β UMa, β Ursae Majoris, Beta Ursae Majoris), også kaldet Merak er en af stjernerne i stjernebilledet Store Bjørn.